# Холмогорова, Алла Борисовна
Холмогорова Алла Борисовна — доктор психологических наук, профессор, заведующая лабораторией клинической психологии и психотерапии Московского НИИ психиатрии Министерства здравоохранения Российской Федерации, заведующая кафедрой клинической психологии и психотерапии, и. о. декана факультета Консультативной и клинической психологии (прежнее название — факультет Психологического Консультирования) Московского государственного психолого-педагогического университета.

## Биография
1979 г. — окончила факультет психологии МГУ им. М. В. Ломоносова.
1983 г. — защитила диссертацию кандидата психологических наук «Нарушения рефлексивной регуляции познавательной деятельности при шизофрении» под руководством основательницы отечественной школы клинической психологии проф. Б. В. Зейгарник.
1993 — 1996 г. — научный сотрудник Всесоюзного научного центра психического здоровья Академии медицинских наук.
С 1996 г. — руководитель лаборатории клинической психологии и психотерапии Московского НИИ психиатрии Росздрава РФ и психологической консультации на базе этой лаборатории.
2004 г. — подготовила пакет документов для введения новой специальности «клиническая психология» (при участии Е. В. Филипповой и М. А. Сахаровской) в МГППУ и стала заведующей кафедрой клинической психологии и психотерапии факультета Психологического консультирования МГППУ.
2006 г. — защитила диссертацию доктора психологических наук «Теоретические и эмпирические основания интегративной психотерапии расстройств аффективного спектра» (научный руководитель — Валерий Краснов).
Является членом-основателем Международной академии когнитивной психотерапии (Academy of Cognitive Therapy Архивная копия от 13 марта 2019 на Wayback Machine)с правом подготовки и сертификации специалистов в области когнитивной психотерапии. Член Международной федерации психотерапии (The International Federation for Psychotherapy), президиума Российского общества психиатров, Ученого совета МГППУ, а также Ученого совета факультета психологического консультирования МГППУ.
Прошла обучение в Институте когнитивной психотерапии Бека, неоднократно проходила стажировку в ведущих психиатрических клиниках Германии, участвовала в ряде международных образовательных программ по психотерапии, в том числе по психодраме и системной семейной психотерапии.

## Научная деятельность
А. Б. Холмогорова совместно с Н. Г. Гаранян разработала многофакторную психосоциальную модель расстройств аффективного спектра и оригинальную интегративную программу психотерапии депрессивных, тревожных и соматоформных расстройств. В рамках исследований на основе многофакторной модели проведены международные проекты с участием ведущих университетов различных стран: Фрайбургский университет (Германия); Фрибурский университет (Швейцария); Цюрихский университет (Швейцария; Университет Льежа (Франция); Национальный институт психического здоровья (США).
А. Б. Холмогоровой разработана оригинальная 4-х аспектная модель семейной системы, включающая в себя:
- семейную структуру,
- микродинамику (семейное функционирование),
- макродинамику (семейную историю или эволюцию),
- семейную идеологию (основные семейные ценности, нормы и правила).

По оценке ряда исследователей, данная модель — одна из наиболее емко синтезирующих различные факторы, оказывающие влияние на развитие ребенка. Она позволяет проводить исследования и целенаправленную диагностику семейных дисфункций и строить программы психотерапевтических интервенций с семьями.
Цикл работ А. Б. Холмогоровой посвящён исследованию когнитивных нарушений и различных моделей психотерапии при шизофрении. Ею разработана первая в отечественной психотерапии и клинической психологии программа тренинга когнитивных и социальных навыков (ТКСН) при шизофрении. При участии сотрудников и студентов кафедры программа прошла апробацию и внедрена в программу помощи в клиниках первого психотического эпизода Московского НИИ психиатрии и Оренбургской областной психиатрической больницы. На её основе строится работа с пациентами, страдающими шизофренией в ряде других психиатрических клиник Российской федерации.
Как руководитель лаборатории клинической психологии и психотерапии МНИИ психиатрии Росздрава А. Б. Холмогорова активно участвовала в разработке и обсуждении приказов и других нормативных документов по психотерапии и клинической психологии МЗ РФ, руководила подготовкой методических рекомендации по организации психотерапевтической помощи в психиатрических учреждениях.

## Издательская деятельность
Член редакционной коллегии журнала «Социальная и клиническая психиатрия»;
член редакционного совета журналов:
- «Консультативная психология и психотерапия»[9];
- «Медицинская психология в России»[10]